# Ramón Torres
Francisco Pache Torres (Higüey, 18 de julho de 1949), mais conhecido por seu nome artístico Ramón Torres, é um cantautor dominicano. É considerado como um dos pioneiros da Bachata moderna por seu papel na redefinição do género ao incluir letras românticas, melodias de guitarra e implementação de novos instrumentos como o piano e o acordeom.

## Biografia

### Primeiros anos
Ramón Torres nasceu o  18 de julho de 1949 em Higüey, República Dominicana, filho de pais dominicanos (Ruperto Pache e Catalina Torres). Começou a trabalhar desde que tinha 10 anos como trabalhador ocasional e fez seus últimos cursos em uma escola noturna.

### Carreira musical
Em 1987, como resultado de sua liquidação da empresa da zona de livre comércio, se mudou a Santo Domingo onde gravou seu primeiro single "As estrelas brilharão", com o rótulo da Rádio Guarachita de Radhamés Aracena.  Algumas de suas canções gravadas foram "A segunda carta", "Contigo até o final", "Meu grande segredo", "Para que servem palavras", "És minha", entre outras.
Em 2019, durante o Tour do Povo, O bachatero Romeo Santos levou Ramón Torres como um de seus convidados à cidade de La Romana, com quem cantou "Tuas Cartas chegam".

## Discografia

### Álbuns de estudo
- Amor com delicadeza(1990)
- Eu a fiz mulher (1994)
- Meu San Juan (2002)
- O rei do bachateo (2002)
- Se tivesse morrido ontem (2014)
- Entre ontem e hoje (2014)
- Café com leite (2015)
- Meus sucessos (2016)
- Canto a Minha Bandeira (2019-2021)
- Meu Bachata Legendaria (2020)